# Château de Roquefère (Monflanquin)
Le château de Roquefère a été construit à l'extrémité d'un plateau qui domine la Lède sur le territoire de la commune de Monflanquin, dans le département de Lot-et-Garonne.  le château permettait de commander les voies d'accès de Monflanquin à Castillonnès et Villeréal.

## Histoire

### Les seigneurs de Roquefère
Hugues de Castelmoron  a vendu le lieu à Édouard Ier, roi d'Angleterre, qui a pris possession de l'Agenais à la suite du traité d’Amiens en 1279. Édouard Ier, le cède à son sénéchal de l’Agenais, Jean de Grailly par un acte  passé à York le 10 août 1280. Le château est resté entre ses descendants jusqu’à la fin de la guerre de Cent Ans :
- Pierre Ier seigneur de Grailly, vicomte de Benauges et de Castillon, seigneur de Landiras et sénéchal de Bazadais,
  - Pierre II seigneur de Grailly (vers 1285-1356), vicomte de Benauges et de Castillon, seigneur de Landiras, captal de Buch par son mariage avec  Assalhide de Bordeaux (décédée après 1329), marié en secondes noces avec Erembourge de Périgord. Bertrand de Got, le futur Clément V, est passé au château de Roquefère en 1305.
    - Jean II de Grailly (vers 1310-après 1343), né du premier mariage de Pierre II, vicomte de Benauges et Castillon, seigneur de Landiras, captal de Buch, seigneur de  Fleix, Puy-Paulin, Sainte-Croix de Villagrand, Rolle, Langon et Castelnau-du-Médoc. Il cède le château de Roquefère à John Chandos sa vie durant.
Le château doit donc revenir à son fils Jean III de Grailly à sa mort en 1370 ou à ses héritiers. Jean et Jacmet Hébrard et Guillon de La Martinie ont pris possession, sans droit, de ce domaine après la mort de Jean Chandos et l'ont gardé pendant près d'un siècle. Cette possession a été disputée pendant un siècle avec les héritiers de Jean de Grailly qui en ont obtenu la restitution après 1470 avec Jean de Foix-Candale.
      - Gaston de Grailly, captal  de Buch, mort de la peste, sans postérité en 1362,
      - Jean III de Grailly (vers 1330-1376), frère du précédent, captal de Buch, comte de Bigorre par une donation d'Édouard III en 1359. Il est fait prisonnier avec son oncle Archambaud à la bataille de Cocherel, en 1364. Il est libéré par le roi Charles V pour servir d'intermédiaire pour faire la paix avec le roi d'Angleterre et il rend hommage au roi de France pour la seigneurie de Nemours, puis rend cette seigneurie et combat avec le prince Noir en Castille. Les combats avec la France reprenant en 1368, il est fait connétable d'Aquitaine après la mort de John Chandos, en 1370. Il est fait prisonnier à Soubise et meurt sans postérité à la tour du Temple en 1376,

    - Archambaud de Grailly (vers 1331-1412), fils de Pierre II de Grailly et d'Erembourge de Périgord, oncle du précédent et son héritier. Prisonnier à la bataille de Cocherel, il n'est libéré qu'en 1372. Captal de Buch (en succession de son neveu Jean III et alors que lui-même ne descend pas des anciens captals de Buch) et comte de Benauges de 1369 à 1412, sénéchal de Gascogne en 1377. Par son mariage avec Isabelle de Foix-Castelbon en 1381 il est devenu comte de Foix, coprince d’Andorre, vicomte de Béarn et de Marsan de 1398 à 1412 et vicomte de Castelbon de 1400 à 1412. Les enfants de ce mariage sont à l'origine de plusieurs branches. Le titre de captal de Buch  est donné au deuxième fils :
      - Gaston 1er de Foix-Grailly (1383-après 1455), comte de Benauges, captal de  Buch, marié à Margalide (Marie, Marguerite) d’Albret,
        - Jean de Foix-Candale (après 1410-1485), marié à Margaret de La Pole Suffolk comtesse de Candale, dont les Foix-Candale. Combattant avec les troupes anglaises, il est fait prisonnier à la bataille de Castillon en 1453. Il est libéré en 1460 après avoir négocié une rançon avec Olivier de Coëtivy. Après la mort de Charles VII, Louis XI oblige Olivier de Coëtivy à ne pas réclamer le solde de la rançon. Il a été rétabli dans la propriété du château de Roquefère après 1470. Il transmet le château de Roquefère à sa fille :
          - Lucrèce, bâtarde de Foix-Béarn, mariée à Jacques Ier de Chaussade[4], procureur général au parlement de Bordeaux, qui peut transmettre le  château à ses descendants. Jacques de Chaussade est dit chevalier, seigneur de Calonges et de Roquefère en 1494. En 1495, un arrêt du partement de Bordeaux reconnaît à Jacques de Chaussade la possession du château de Roquefère après le désistement du captal de Buch et d'un accord passé avec les Hébrard.
            - Jean de Chaussade[5], seigneur de Roquefère, marié à Françoise de Lanne, fille de Jean, baron de La Roche-Chalais, et d'Anne Bouchard d'Aubeterre. Protestant, appelé le capitaine Calonges, il a participé aux guerres de religion. Le château a été occupé par les troupes catholiques de Blaise de Monluc. Il a fait son testament en 1584.
Le château est vendu en 1604 à Jean de Sarrau de Boynet (mort en 1628) et à son fils, Jean de Sarrau (mort en 1643),
Françoise de Lanne a racheté le château aux Jean de Sarrau, père et fils, le 8 décembre 1608. Elle a vendu le château le 27 mars 1609 à sa fille après l'avoir disjoint du château de Calonges,
              - Anne de Chaussade, dame de Roquefère, mariée à Joseph de La Mothe, baron de Lherm. Elle transmet le château à son fils,
                - Bernard de Chaussade de La Mothe, qui lègue le château à sa fille,
                  - Anne de Chaussade de La Mothe, dame de Roquefère, mariée à Jean II de Rochefort de St-Angel, marquis de Théobon. Il a transformé le château pour le rendre plus habitable. Jean II de Rochefort, avec son père Charles II de Rochefort, a pris le parti du prince de Condé pendant la Fronde. Il a fait du château de Roquefère une base pour attaquer les troupes royales. Il a finalement fait sa soumission au roi qui a accepté de ne pas détruire le château de Roquefère, qui est transmis à son fils,
                    - Charles de Rochefort (1645-1680) qui lègue le château à sa fille,
                      - Marie-Guyonne de Rochefort, mariée à Louis Pons. C'est la dernière héritiére des Grailly-Foix, seigneur de Roquefère. Elle vend le château à Jean Fournyé Gorre, apothicaire.

Jean Fournyé Gorre est décédé avant 1727. Il transmet le château à son fils, Pierre Fournier de Saint-Amans, médecin du duc d'Orléans, originaire de Monflanquin.
Pierre Fournier de Saint-Amans lègue le  château à son cousin, Jean Fournier de Saint-Amans (mort en 1780), marié à Élisabeth de Bérail. Cette dernière le lègue à son beau-frère, Charles Raymond de Bérail en 1781. Par la suite, le château est passé aux Chasserel puis à la famille d'Anglars par le mariage de Thérèse de Chasserel (1846-1901) à Maxime d'Anglars (1845-1911).

### Le château

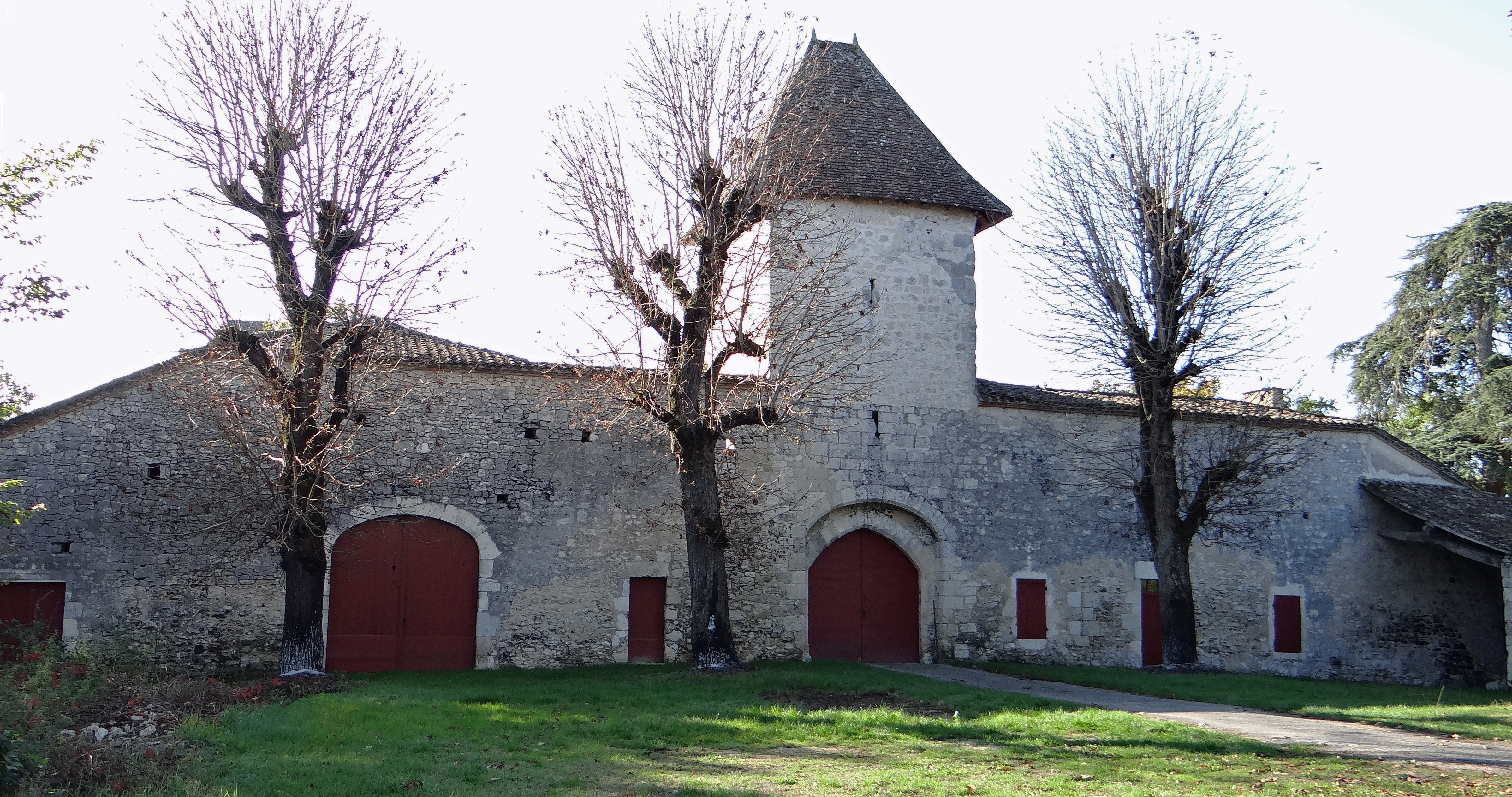
La porterie

Le repaire de Roquefère, « lo repaire de Roquefera », est cité dans un document de 1279. Les parties les plus anciennes sont situées au sud, à l'extrémité du coteau avec un manoir gothique de deux étages au-dessus d'une salle basse voûtée, flanqué d'un petit donjon carré de 4 m de côté avec des baies en arc brisé et archères en croix pattée pouvant dater de la fin du XIIIe siècle. L'aile en retour côté est date aussi du Moyen Âge mais les grandes fenêtres à meneaux côté cour ont été refaites au XVe siècle ou au début du XVIe siècle. Une tourelle avec un escalier à vis a été placée à l'angle des deux ailes à cette époque. Une aile en retour à sud-ouest, construite probablement à la même période, est plus courte et possède aussi un escalier à vis. Elle est prolongée par une construction plus basse de construction récente. Un mur entoure le reste de la cour. Au nord, vers le hameau, la cour est fermée par une porterie carrée en forme de tour et des communs qui doivent dater du XVIe siècle. Des modifications ont été faites aux différentes parties du château au XVIIe siècle.
Un pigeonnier est situé à proximité.
Le château a été classé à l'inventaire des monuments historiques le 20 juin 1963.

## Pour approfondir